# Мектеб
Мектеб (мактаб, мектеп), също наричано кутаб (на арабски училище) е арабска дума, означаваща начално училище за ислямски науки.
До 20 век мектебите са били единственото средство за масово образоване на момчетата в ислямските държави. В тях се изучавали Корана, четене, писане и граматика.